# Alex Lechat
Pour les articles homonymes, voir Lechat.
Alex Lechat est une série de bande dessinée fantastique française dessinée par Yves Beaujard et écrite par Patrick Galliano, publiée dans Le Journal de Mickey à partir du 7 janvier 1986 jusqu'au 22 septembre 1987.
Dominique Hé remplace le dessinateur, de 1989 à 1991,.
Cette série n'a jamais été publiée en album.

## Descriptions

### Synopsis
En pleine nuit hivernale a lieu un accident de voiture : en voulant éviter un chat sur la route, le détective privé Alex Lechat tombe dans le coma. C'est le début de ses aventures métamorphosées ; à minuit pile, son esprit se transfère dans un corps félin. Il est donc humain, le jour, et félin, la nuit.

### Personnages
- Alex Lechat, le détective privé niçois.
- Anita, son amie.

## Publication

### Revue
Le 7 janvier 1986, le détective privé fait sa première apparition sur les dix planches complètes intitulées Le Château de l’Anglais dans Le Journal de Mickey no 1750. Il revient avec S.O.S Soucoupes Volantes au n°1760. Il y revient à la rentrée des classes dans la même année, le 2 septembre avec Des Dents et de l’ail au no 1784, ainsi que, quatre numéros plus tard, pour Une Nuit à l’opéra, le 30 septembre et rencontre Le Serpent de mer, au no 1794 du 11 novembre.
Il fréquente L'Île du futur au no 1811 du 10 février 1987 avant de se trouver sous Un Temps de chien au no 1822 du 26 mai et avec Les Citrouilles diaboliques au no 1825 du 16 juin. Pour le dessinateur Yves Beaujard, sa dernière aventure se termine dans Esprit, es–tu là ? au no 1839 du 22 septembre.
C'est donc Dominique Hé qui, deux ans plus tard, reprend les traits du personnage héroïque, du 1989 à 1991,.